# Гифовая мантия
Ги́фовая ма́нтия, также гифовый чехо́л — сеть гиф гриба, оплетающая корни растения при образовании эктомикоризы. Внутренняя мантия контактирует с клетками корня, внешняя мантия — с окружающей почвой.
По характеристикам гифовой мантии возможно примерное определение вида гриба: учитываются её окраска, характер внешней поверхности, плотности гиф, наличие цистид. Гифы мантии могут контактировать с клетками корневых волосков, корневого чехлика или эпидермы растения. При установлении контакта с корнем гифы мицелия интенсивно ветвятся и утолщаются, оплетая их. При этом корневые волоски отмирают, вместе с отмершим корневым чехликом включаются в мантию.
На поверхности гиф часто присутствуют определённые бактерии. Ряд из них способствуют формированию микоризы и, как следствие, ускоряют развитие растения. Другие бактерии напротив разрушают микоризу. Некоторые обитатели мантии способны к азотфиксации.
Внутренняя мантия представлена наиболее разветвлёнными и тонкими гифами. Вероятно, она, также как и сеть Гартига, принимает участие в обмене веществом между грибом и растением.